# IC 3646
IC 3646 ist eine linsenförmige Galaxie vom Hubble-Typ S0 mit ausgedehnten Sternentstehungsgebieten im Sternbild Coma Berenices am Nordsternhimmel. Sie ist schätzungsweise 289 Millionen Lichtjahre von der Milchstraße entfernt und hat einen Durchmesser von etwa 60.000 Lichtjahren. Vermutlich bildet sie gemeinsam mit IC 3644 ein gravitativ gebundenes Galaxienpaar. 

Im selben Himmelsareal befinden sich u. a. die Galaxien IC 3632, IC 3640, IC 3641, IC 3642.
Das Objekt wurde am 23. März 1903 von Max Wolf entdeckt.